# Gigi Sabani
Luigi "Gigi" Sabani (Roma, 5 de octubre de 1952 – 4 de septiembre de 2007) fue un presentador de televisión italiano.

## Biografía
Nacido en Roma, Sabani debutó en televisión a finales de los años 70 como imitador: sus imitaciones más famosas incluyeron las de Adriano Celentano y Mike Bongiorno. De 1983 a 1986 presentó la versión italiana del programa  "OK, Il Prezzo è Giusto!" junto con (y posteriormente reemplazada por) la cantante italiana Iva Zanicchi. Participó en el Festival de San Remo de 1989. Su canción más conocida fue "A me mi torna in mente una canzone" (1983). En 1997, se vio implicado en un caso judicial por fraude en materia sexual e inducción a la prostitución: fue arrestado, pero fue absuelto al presentarse el caso, y Sabani reclamó daños y perjuicios. Este fue un final abrupto para una carrera floreciente, que lo convirtió desde principios de los años 80 en uno de los artistas más populares de la televisión italiana.
El 4 de septiembre de 2007, apenas 31 días antes de cumplir 55 años, falleció de un infarto de miocardio mientras visitaba a su hermana. Su prometida, la actriz Raffaella Ponzo, se enteró días después de que estaba embarazada de él. Dio a luz a su hijo el 19 de mayo de 2008.